# Victoria Costa
Victoria Costa (Buenos Aires, Argentina; 14 de noviembre de 2000) es una futbolista argentina. Juega de delantera como extrema en el club River Plate de la Primera División Femenina de Argentina. Fue convocada a la Selección Argentina Sub-20 en marzo de 2020.

## Trayectoria
Comenzó su trayectoria a los 12 años de edad jugando en su adolescencia en la Academia IMG de Florida, Estados Unidos, luego de que le ofrecieran una beca para quedarse estudiando allí e integrar el equipo Sub-15 de la institución. Antes de ello jugaba fútbol en Panamá a nivel colegial.
En diciembre de 2018, se graduó en la Academia de Florida. Por ese entonces, ya le habían otorgado una beca deportiva en una universidad de Estados Unidos y tenía un compromiso para continuar sus estudios. Sin embargo decidió migrar hacia España, aceptando una antigua propuesta del Rayo Vallecano para jugar allí. Estuvo un mes y medio en 2019 a prueba en el equipo. Su debut con el conjunto madrileño se retrasó hasta febrero de 2020, debido a una lesión en sus ligamentos cruzados. 
El 22 de febrero de 2020, Carlos Borello la convocó para disputar el Sudamericano 2020 con la selección Argentina Sub-20.
En julio de 2020 se oficializó su traspasó a River Plate.